# Цикада (супутникова навігація)
Цикада — космічна навігаційна система, за призначенням, принципом визначення місця знаходження і характеристиками аналогічна системі Цикада-М. Склад системи — 6 космічних апаратів. Система Цикада-М забезпечує визначення координат місця з середньоквадратичної похибкою 80 м. В залежності від географічного положення судна дискретність обсервації становить 10...55 хвилин.
Створювалася КНС Цикада-М для навігаційного забезпечення військових споживачів і експлуатується з 1976 року. Після 2008 року споживачі КНС «Цикада», «Цикада-М» переведені на обслуговування ГЛОНАСС, і експлуатація цієї системи була припинена.
Для роботи з низькоорбітальними КНС «Цикада», «Цикада-М» розроблена і випускалася корабельна приемоіндикаторна апаратура «Шхуна», АДК-3,4, «Човен-1» (СЧ-1), «Човен-2» (СЧ-2) та навігаційно-геодезична система «Човен-3» (СЧ-3). Подальше використання цієї апаратури цивільними споживачами при введенні в експлуатацію системи ГЛОНАСС не планується.

## Принцип дії
Для здійснення навігаційних вимірювань кожен супутник передає безперервний сигнал на двох фіксованих когерентних частотах в УКХ-діапазоні (близьких до 150 і 400 МГц). Приймальна апаратура, розміщена на судні-користувача, реєструє зміна частоти сигналів при проходженні супутника в зоні видимості, викликане ефектом Доплера, і по цій зміні, а також за закодованим у сигналі даними про параметри руху супутника, розраховує місцезнаходження користувача.
Передача навігаційного сигналу на двох частотах використовується для того, щоб можна було вести поправку на запізнювання радіосигналів при їх проходженні через іоносферу Землі.

## Недоліки системи
- Вимагає незалежного завдання швидкості приймача;
- Дає тільки 2 координати;
- Похибка визначення координат більше 100 метрів;
- У зв'язку з параметрами орбіти, визначення координат можливо тільки протягом 5-6 хвилин з інтервалом від одного до півтора годин;

## Інші системи
У Радянському Союзі (і пізніше в Росії) був розроблений і діяв військовий варіант системи, званий «Циклон» побудована на базі КА «Циклон» і КА «Затока» (Індекс ГУКОС — 11Ф617), до складу якої входили додатково 3 апаратних комплексу: «Цунамі-АМ» на штучних супутниках Землі, «Цунамі-БМ» (P-790) на кораблях і «Цунамі-ВМ» на берегових об'єктах. Який, на відміну від «Цикади», зменшує період визначення координат. Для визначення координат військові використовують обидві системи.

## См. також
- Космічні апарати серії «Парус»